# Ours d'argent de la meilleure contribution artistique

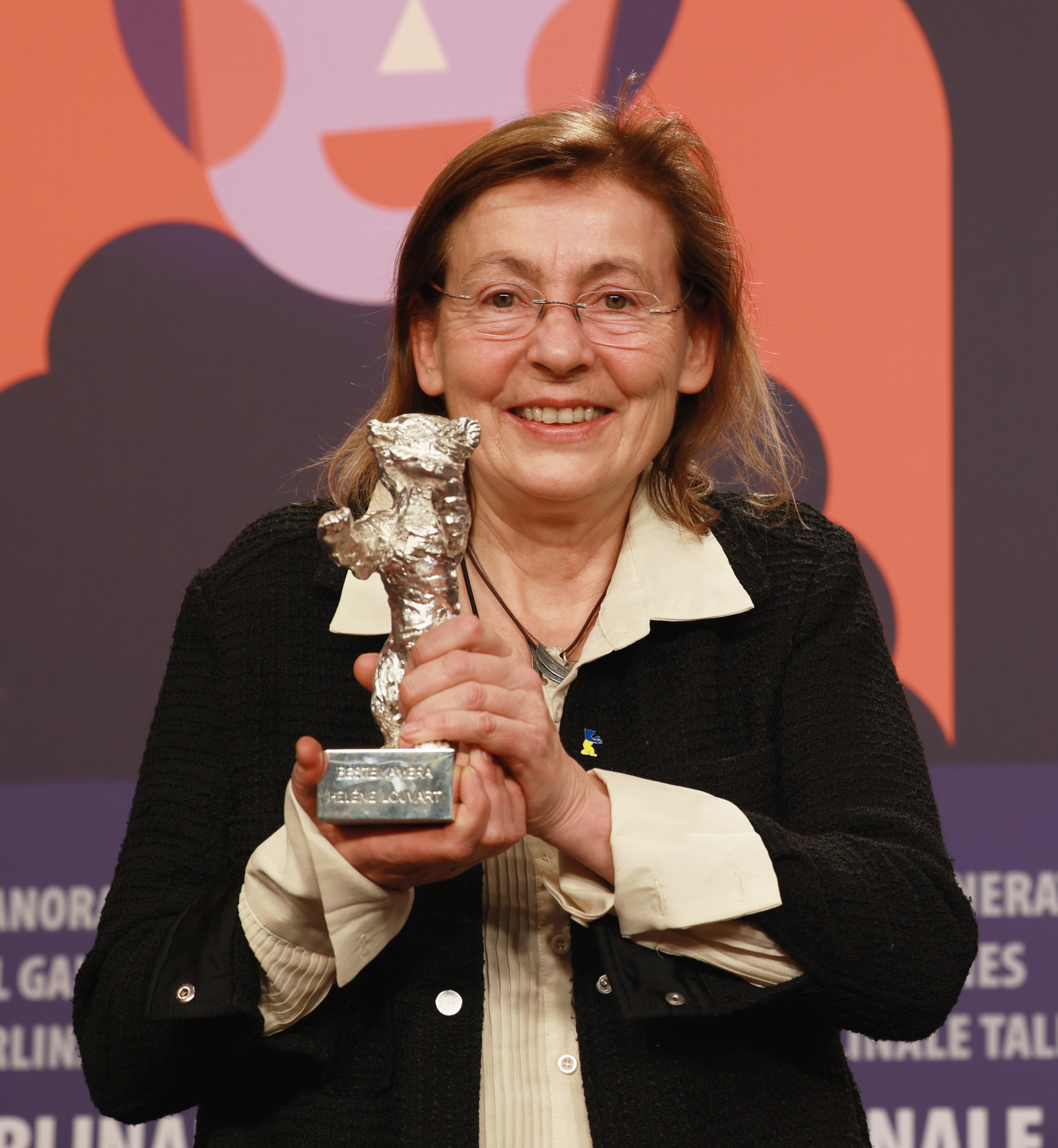
Hélène Louvart avec son ours d'argent de la meilleure contribution artistique, 2023.

L’Ours d'argent de la meilleure contribution artistique (Silberne Bär für eine herausragende künstlerische Leistung) est l'une des récompenses remises par le jury lors du Festival de Berlin, dans la catégorie de l'Ours d'argent. Depuis 2008, cette récompense est dénommée Prix de la contribution artistique. Il récompense généralement un technicien ou un aspect particulier d'un film.

## Palmarès depuis 2008
| Année          | Technicien(s) Discipline                             | Film                                                                                     | Pays                   |
| -------------- | ---------------------------------------------------- | ---------------------------------------------------------------------------------------- | ---------------------- |
| 2008           | Jonny Greenwood Musique de film                      | There Will Be Blood                                                                      | États-Unis             |
| 2009           | György Kovács, Gábor Erdély et Tamás Székely Son     | Katalin Varga                                                                            | Roumanie / Royaume-Uni |
| 2010           | Pawel Kostomarow Photographie                        | Comment j'ai passé cet été (Как я провёл этим летом, Kak ja prowjol etim letom)          | Russie                 |
| 2011           | Barbara Enriquez Décors Wojciech Staron Photographie | El premio                                                                                | Mexique                |
| 2012           | Lutz Reitemeier Photographie                         | Bailuyuan (白鹿原, Bái Lù Yuán)                                                          | Chine                  |
| 2013           | Aziz Zhambakiyev Photographie                        | Leçons d'harmonie (Uroki Garmonii)                                                       | Kazakhstan             |
| 2014           | Zeng Jian Photographie                               | Blind Massage (推拿, Tui Na)                                                             | Chine                  |
| 2015 (ex æquo) | Sturla Brandth Grøvlen Photographie                  | Victoria                                                                                 | Allemagne              |
| 2015 (ex æquo) | Evgeniy Privin et Sergey Mikhalchuk Photographie     | Sous les nuages électriques (Под электрическими облаками, Pod elektritcheskimi oblakami) | Russie                 |
| 2016           | Mark Lee Ping Bin Photographie                       | Crosscurrent (长江图, Chang Jiang Tu)                                                    | Chine                  |
| 2017           | Dana Bunescu Montage                                 | Ana, mon amour                                                                           | Roumanie               |
| 2018           | Elena Okopnaya Costumes et décors                    | Dovlatov                                                                                 | Russie                 |
| 2019           | Rasmus Videbæk Photographie                          | L'Été où mon père disparut (Ut og stjæle hester)                                         | Norvège                |
| 2020           | Jürgen Jürges Photographie                           | DAU. Natasha                                                                             | Allemagne              |
| 2021           | Yibrán Asuad Monteur                                 | Notre histoire policière                                                                 | Mexique / Allemagne    |
| 2022           | Rithy Panh et Sarit Mang Réalisation et décors       | Everything Will Be OK                                                                    | Cambodge               |
| 2023           | Hélène Louvart Photographie                          | Disco Boy                                                                                | Italie                 |
| 2024           | Martin Gschlacht Photographie                        | The Devil's Bath                                                                         | Autriche / Allemagne   |
| 2025           | Lucile Hadžihalilović Ensemble créatif               | La Tour de glace                                                                         | France / Allemagne     |